# مکنتاش (نیومکزیکو)
مکنتاش (به انگلیسی: McIntosh) یک منطقهٔ مسکونی در ایالات متحده آمریکا است که در شهرستان تارنس، نیومکزیکو واقع شده‌است. مکنتاش ۱٬۴۸۴ نفر جمعیت دارد و ۱٬۸۷۲٫۱ متر بالاتر از سطح دریا واقع شده‌است.